# Ném bom Damascus và Homs 2018
Vào ngày 14 tháng 4 năm 2018, bắt đầu lúc 04:00 giờ địa phương (UTC + 3), Hoa Kỳ, Pháp và Anh đã tiến hành một loạt các cuộc không kích vào 3 cơ sở chính phủ nghiên cứu và trang bị vũ khí hoá học ở Syria. Ba cường quốc phương Tây tiến hành các cuộc không kích nhằm phản ứng vụ tấn công hóa học Douma 2018 ở miền Đông Ghouta vào ngày 7 tháng 4, mà họ cáo buộc là do chính phủ Syria thực hiện. Chính phủ Syria đã phủ nhận đã thực hiện vụ tấn công Douma và cho rằng vụ ném bom là vi phạm luật pháp quốc tế.

## Bối cảnh
Vào ngày 7 tháng 4 năm 2018, một cuộc tấn công hóa học bị nghi ngờ đã được tiến hành tại thành phố Douma., với ít nhất 70 người bị báo cáo là đã chết do cuộc tấn công. Vụ việc đã gây ra sự lên án rộng rãi từ nhiều quốc gia. Cuộc tấn công tạo ra cuộc chạy đua ban hành các nghị quyết của Hội đồng Bảo an Liên Hợp Quốc về cách xử lý phản ứng đối với cuộc tấn công hóa học bị cáo buộc.
Các quốc gia tham gia vào các cuộc đình công đã cáo buộc chính phủ Syria đã tấn công hóa học ở Douma, trong khi Syria - cũng như các đồng minh của Nga và Iran - đã phủ nhận trách nhiệm của mình.

## Diễn biến
Các cuộc tấn công được thực hiện bởi các lực lượng của Hoa Kỳ, Anh và Pháp. Chúng được thực hiện bởi tên lửa hành trình trên tàu và máy bay. Bốn chiếc Tornado GR4 của Anh bắn tổng cộng tám tên lửa Storm Shadow. Tàu khu trục của Pháp Aquitaine Languedoc (D653) đã bắn ba tên lửa tấn công đất liền Missile de Croisière , và Không lực Pháp đã gửi 5 máy bay Rafale, mỗi chiếc mang hai tên lửa Storm Shadow, 5 máy bay Mirage 2000-5F, 3 máy bay cảnh báo và kiểm soát không lưu trên không và sáu tàu chở dầu C-135FR. Lực lượng Mỹ bao gồm máy bay ném bom B-1 phóng 19 tên lửa JASSM-ER. Bảy tên lửa hành trình Tomahawk đã được phóng từ tàu khu trục Arleigh Burke USS Laboon (DDG-58) và ba mươi chiếc từ tàu tuần dương USS Monterey (CG-61) của Ticonderoga từ vị trí ở Biển Đỏ. Hạm đội tàu tuần dương Arleigh Burke USS Higgins (DDG-76) bắn 23 chiếc Tomahawks từ vị trí ở phía Bắc của Vịnh Ả Rập, trong khi tàu ngầm Virginia thuộc tàu USS John Warner (SSN-785) phóng sáu chiếc Tomahawk từ Địa Trung Hải. Bộ trưởng Quốc phòng Hoa Kỳ Jim Mattis cho biết số vũ khí được sử dụng trong cuộc tấn công này nhiều gấp hai lần so với vụ phóng tên lửa Shayrat năm 2017, một quan chức giấu tên của Bộ Quốc phòng Hoa Kỳ, theo trích dẫn của The Washington Post, nói rằng khoảng 100 tên lửa Tomahawk đã được Mỹ bắn ra.
Tổng cộng lực lượng đồng minh đã khai hỏa 105 tên lửa:
- 66 Tomahawk từ tầu hải quân Mỹ
- 19 JASSM-ER từ máy bay thả bom B-1 của không quân Hoa Kỳ
- 9 SCALP từ chiến đấu cơ Rafale của không quân Pháp
- 8 Storm Shadow từ chiến đấu cơ Tornado GR4 của không quân Hoàng gia Anh
- 3 MdCN từ tàu hải quân Pháp

Syria đáp trả bằng cách sử dụng các hệ thống phòng không của họ, và các phương tiện truyền thông nhà nước của họ đã phát sóng một đoạn video về tên lửa bị bắn hạ trên bầu trời. Thông tấn xã Ả Rập Syria SANA, cũng như Đại tá Sergei Rudskoi của quân đội Nga, tuyên bố rằng các hệ thống phòng không Syri Pantsir-S1, S-125, S-200, Buk và Kvadrat đã chặn và phá hủy nhiều tên lửa. Tuyên bố này đã bị Lầu Năm Góc bác bỏ, cho thấy những bức ảnh về các mục tiêu bị phá hủy mà họ tuyên bố, chứng minh rằng mọi tên lửa của lực lượng đồng minh đã bắn trúng đích của nó.

## Phản ứng
- Liên Hợp Quốc: Tổng thư ký Liên Hợp Quốc kêu gọi các nước thành viên Hội đồng Bảo an tránh thực thi các hành động có thể làm tình hình Syria tồi tệ hơn. "Tôi kêu gọi các thành viên Hội đồng Bảo an đoàn kết và thực hiện trách nhiệm và tránh các hành động làm leo thang căng thẳng tại khu vực".
- Canada: Thủ tướng Canada Justin Trudeau bày tỏ quan điểm ủng hộ quyết định của 3 nước. Ông Trudeau cam kết sẽ cùng hợp tác với các đối tác quốc tế nhằm điều tra về việc sử dụng vũ khí hóa học ở Syria.

- Nga: Tổng thống Nga Putin gọi đây là hành động hung hăng, vi phạm Hiến chương Liên Hợp Quốc và luật pháp quốc tế. Tổng thống Putin cho rằng hành động này của Mỹ sẽ "làm trầm trọng thêm thảm hoạ nhân đạo ở Syria", gieo rắc đau khố cho người Syria - những người đã phải chịu ảnh hưởng bởi khủng bố suốt nhiều năm, đồng thời thúc đẩy một làn sóng người tị nạn mới từ Syria và khu vực Trung Đông."Cuộc tấn công này sẽ có ảnh hưởng tiêu cực đến quan hệ quốc tế".
- Việt Nam: Ngày 15/4/2018, người phát ngôn Bộ Ngoại giao (Việt Nam) cho biết quan điểm của chính phủ Việt Nam: "Việt Nam quan ngại trước tình hình hiện nay tại Syria và phản đối việc sử dụng vũ lực đe dọa cuộc sống của người dân vô tội cũng như hòa bình, ổn định tại khu vực. Chúng tôi cho rằng mọi xung đột và bất đồng phải được giải quyết thông qua các biện pháp hoà bình trên cơ sở luật pháp quốc tế, đặc biệt là Hiến chương Liên Hợp Quốc, trên nguyên tắc tôn trọng độc lập, chủ quyền của các quốc gia. Công ước của Liên Hợp Quốc về cấm vũ khí hóa học phải được triệt để tuân thủ".[22]